# Cerco de Sídon
O Cerco de Sídon foi um evento no rescaldo da Primeira Cruzada. A cidade costeira de Sídon foi capturada pelas forças de Balduíno I de Jerusalém e Sigurdo I da Noruega, com a ajuda de Ordelafo Faliero, Doge de Veneza.

## Antecedentes
No verão de 1110, uma frota norueguesa de 60 navios chegou ao Levante sob o comando do rei Sigurdo I. Chegando ao Acre, foi recebido por Balduíno I, rei de Jerusalém. Juntos, eles fizeram uma viagem ao rio Jordão, após o que Balduíno I pediu ajuda para capturar portos mantidos pelos muçulmanos na costa. A resposta de Sigurdo I foi que "eles vieram com o propósito de se dedicar ao serviço de Cristo", e o acompanharam para tomar a cidade de Sídon, que havia sido re-fortificada pelos fatímidas em 1098.

## O cerco
O exército de Balduíno I cercou a cidade por terra, enquanto Sigurdo I veio pelo mar. Uma força naval era necessária para evitar assistência da frota fatímida em Tiro. Repelir isso, no entanto, só foi possível com a afortunada chegada da frota veneziana. A cidade caiu depois de mais de quarenta dias.

## Consequências
Por ordem de Balduíno I e do Patriarca de Jerusalém, Ghibbelin de Arles, uma lasca foi tirada da cruz sagrada e entregue a Sigurdo I.
O Senhorio de Sídon foi criado e dado a Eustace Grenier, mais tarde um condestável do Reino de Jerusalém.